# Xã Brewer, Quận Pike, Arkansas
Xã Brewer (tiếng Anh: Brewer Township) là một xã thuộc quận Pike, tiểu bang Arkansas, Hoa Kỳ. Năm 2010, dân số của xã này là 309 người.